# Takeshi Sasaki
Takeshi Sasaki (jap. 佐々木剛 Sasaki Takeshi; ur. 7 maja 1947 w Shibacie) – japoński aktor. Jego prawdziwe nazwisko to Norio Fukui (jap. 福井憲雄 Fukui Norio). Występował w roli Hayato Ichimonjiego, jednego z dwóch głównych bohaterów serialu Kamen Rider.

## Życiorys
Norio Fukui urodził się 7 maja 1947 w mieście Shibata w prefekturze Niigata. W 1965 ukończył liceum i przeniósł się do Tokio, by rozpocząć karierę aktorską. W filmie zadebiutował w 1968 roku, a rok później zmienił nazwisko na Takeshi Sasaki.
Swą życiową rolę Sasaki otrzymał w 1971 roku w serialu tokusatsu Kamen Rider. Gdy odtwórca głównej roli – Hiroshi Fujioka miał wypadek na motocyklu i nie był w stanie grać dalej swej postaci, twórcy serialu postanowili na jego miejsce wprowadzić zastępczą postać drugiego Kamen Ridera – Hayato Ichimonjiego, w którą ostatecznie wcielił się Sasaki. Kiedy po kilku miesiącach Fujioka powrócił do zdrowia, Sasaki odszedł z serialu, lecz pojawiał się w nim sporadycznie jako Hayato by pomagać od czasu do czasu pierwszemu Riderowi. Postać Hayato powróciła w ostatnim odcinku Kamen Ridera, pojawiła się również w sequelu serialu – Kamen Rider V3, a także w jego późniejszych kontynuacjach.
W 1982 roku w jego mieszkaniu miał miejsce pożar. Pijany Sasaki wraz z żoną wrócił do domu po imprezie, kiedy to zostawił włączony piec, przy którym suszyły się ręczniki i poszedł spać. Ręczniki po jakimś czasie zapaliły się, a mieszkanie stanęło w płomieniach. Aktor i jego żona otrzymali poparzenia twarzy piątego stopnia i potrzebny był przeszczep skóry. Z tego właśnie powodu Sasaki nie mógł fizycznie zagrać w specjalnym odcinku Kamen Ridera- Narodziny 10-tego Ridera, jednak podłożył głos pod swoją postać. Rychło potem żona Sasakiego wniosła pozew o rozwód, aktor krył się przed publiką przez następne kilka lat, nie miał domu i przetrwonił prawie cały majątek na alkohol i pachinko.
Dzięki pomocy swego przyjaciela – aktora Shōjiego Ishibashiego, Sasaki wyszedł z cienia w 1991 roku. Swoje zniknięcie argumentował obawą, że z powodu swego wyglądu będzie grał już tylko rolę złoczyńców a społeczeństwo odwróci się od niego. Od tamtej pory aktor dalej prowadzi swą działalność artystyczną. W 2011 po 27 latach ponownie podłożył głos pod postać Kamen Ridera 2. Następnie wystąpił publicznie wraz ze swymi kolegami z planu – Hiroshim Fujioką oraz Hiroshim Miyauchim w otwarciu baru „Batta Mon”, w którym zamieszkał i którego stał się właścicielem.

## Filmografia
- 1971: Kaigun Yongō Seito – Yoshiro Oshikawa
- 1971: Kamen Rider – Hayato Ichimonji/Kamen Rider 2
- 1976: Uchū Tetsujin Kyodyne – Ryōji Hayama/Grounzel